# جاكوب غريفز (لاعب كرة قدم)
جاكوب غريفز (بالإنجليزية: Jacob Greaves)‏ هو لاعب كرة قدم بريطاني في مركز الدفاع، ولد في 12 سبتمبر 2000 في Cottingham, East Riding of Yorkshire ‏ في المملكة المتحدة. لعب مع هال سيتي.